# Scott Robertson (rugbista)
Scott Maurice Robertson (Tauranga, 21 de agosto de 1974) es un exrugbier y entrenador neozelandés que se desempeñaba como octavo. Representó a los All Blacks de 1998 a 2002.
Actualmente es entrenador en jefe de los All Blacks, y anteriorente de la franquicia del Súper Rugby Crusaders desde la temporada 2017 hasta 2023. Con ellos se ha convertido en el técnico más ganador de la competencia en toda la historia, habiendo triunfado 7 veces.

## Carrera
Debutó a nivel provincial con los Bay of Plenty Steamers en 1995 y a la siguiente temporada se mudó a Canterbury. Allí se convirtió en profesional, al ser contratado por los Crusaders.
Más tarde se mudó a Europa, donde jugó en varios clubes, incluidos Ards RFC (Irlanda del Norte) y los Union Sportive Arlequins Perpignanais del francés Top 14. Eventualmente se mudó a Japón, donde jugó para los Black Rams Tokyo, antes de retirarse en 2007.

## Selección nacional
John Hart lo convocó a los All Blacks para el Torneo de las Tres Naciones 1998 y debutó ante los Wallabies.
Su hazaña más famosa es haber marcado el try de la victoria, en muerte súbita, contra los Pumas en diciembre de 2001.
El polémico John Mitchell dejó de convocarlo, prefiriendo en su lugar a Jerry Collins y Rodney So'oialo. En total disputó 23 pruebas y anotó cuatro tries (20 puntos).

### Participaciones en Copas del Mundo
Hart lo seleccionó para Gales 1999, como suplente del capitán Taine Randell. Sólo jugó frente a Italia, por la fase de grupos y marcó un try.
| Mundial                       | Sede  | Resultado     | PJ | Tries |
| ----------------------------- | ----- | ------------- | -- | ----- |
| Copa Mundial de Rugby de 1999 | Gales | Cuarto puesto | 1  | 1     |

## Entrenador
Tras su retiro se convirtió en el entrenador en jefe del Sumner Rugby Club en Christchurch.

### Canterbury
Después de trabajar como entrenador asistente de la Canterbury Rugby Football Union durante cinco años con los entrenadores en jefe Rob Penney (2008-2011) y Tabai Matson (2012), respectivamente, Robertson fue nombrado entrenador en jefe de Canterbury en 2013, cuando ganaron la final en la División Premiership de la Copa ITM. Bajo su dirección, la provincia volvió a ganar la competencia en 2015.

### Baby Blacks
En 2014 la New Zealand Rugby lo nombró como entrenador de los Baby Blacks, que posteriormente ganó el Campeonato Mundial de Rugby Sub-20 de 2015 en Italia.
Volvió a entrenar al equipo para el Campeonato Mundial Sub-20 de Rugby 2016 en Manchester, pero esta vez no lograron llegar a los play-offs.

### Crusaders
En junio de 2016 fue nombrado entrenador en jefe de los Crusaders para las temporadas de Super Rugby 2017-2019. Durante la temporada 2017 capturó un título de Súper Rugby con una victoria de 25-17 sobre los Lions, convirtiéndose en el segundo entrenador de primer año en ganar un campeonato después de Dave Rennie en 2012 con sus rivales de conferencia, los Chiefs.
El 4 de agosto de 2018 logró un segundo título consecutivo, derrotando nuevamente a los Lions 37-18, nuevamente siguiendo los pasos de Rennie siendo el segundo entrenador novato en ganar 2 títulos en 2 temporadas. Al ganar el tercer título consecutivo de los Crusaders, Robertson se convirtió en el primer entrenador "novato" de Super Rugby en ganar 3 títulos consecutivos en sus primeras tres temporadas como entrenador en jefe. La última vez que un equipo ganó tres títulos seguidos fueron los Crusaders también entre 1998 y 2000, donde Wayne Smith los llevó a dos campeonatos antes de asumir un papel con los All Blacks, Robbie Deans reclamaría el tercer título en 2000 comenzando uno de los períodos más exitosos en la historia de la franquicia.
En 2020 y 2021 ganó ambos campeonatos del Súper Rugby Aotearoa. Estos se consideran una competencia suave, en relación con el nivel de normal, debido a la pandemia y solo jugaron 5 equipos de Nueva Zelanda; muchos de ellos con pérdidas de jugadores clave desde el principio.

## Palmarés
- Campeón de The Rugby Championship de 2002.
- Campeón del Súper Rugby de 1998, 1999, 2000, 2002, 2017, 2018 y 2019.
- Campeón del Súper Rugby Aotearoa de 2020 y 2021.
- Campeón del National Provincial Championship de 1997, 2001, 2013 y 2015.